# Зейлстра, Халбе
Халбе Зейлстра (нидерл. Halbe ZijlstraHalbe Zijlstra; род. 21 января 1969) — нидерландский политик, член Народной партии за свободу и демократию. Занимал должность министра иностранных дел Нидерландов с 26 октября 2017 по 13 февраля 2018 года.